# Лилиев, Николай
Николай Лилиев (настоящее имя Николай Михайлов Попиванов; 26 мая 1885, Стара-Загора — 6 октября 1960, София) — болгарский поэт, драматург, переводчик. Крупнейший представитель болгарского символизма.

## Биография
Из семьи учителей и священников. В раннем детстве остался круглым сиротой. По окончании гимназии служил в банке, затем работал учителем. Три семестра проучился в Лозанне. Начал печататься в 1905, публиковал лирическую и сатирическую поэзию, аллегорические поэмы, пародии. В годы Первой мировой войны — военный корреспондент. В 1921—1924 работал в Вене и Мюнхене. В 1924—28 и 1934—60 заведовал литературной частью Народного театра в Софии.

## Творчество
Автор нескольких поэтических книг, ряд его стихотворений вошел в Золотой фонд национальной поэзии. После 1925 не публиковал стихов в течение 9 лет. Для театра, в котором долгие годы работал, перевел драмы Шекспира, Корнеля, Метерлинка, Ибсена, Гофмансталя, А.Толстого и др. С именем и трудами Лилиева связан расцвет болгарского театра в 1930-1940-е годы.

## Признание
Член Болгарской Академии наук (1945). Поэзия Лилиева переведена на многие языки. В 1964 в Софии издано собрание его сочинений в 3-х тт. Имя хрестоматийного поэта носит гимназия в Варне.

## Книги
- Птици в нощта/ Птицы в ночи (1918, переизд. 1919)
- Лунни петна/ Лунные блики (1922)
- Стихотворения (1931)
- Стихотворения (1960)
- Събрани съчинения в 3 т. (1964)
- Стихотворения (1968)
- Стихотворения (1974)
- Поезия (1985)
- Избрани преводи/ Избранные переводы (1985)
- Лирика (1993)

## Публикации на русском языке
- Болгарская поэзия: XX век. М.: Художественная литература, 1982